# The Hymn of a Broken Man
The Hymn of a Broken Man – debiutancki album amerykańskiego projektu muzycznego Times of Grace, współtworzonego przez Adama Dutkiewicza oraz Jessego Leacha, którego premiera miała miejsce w dniu 18 stycznia 2011.
Album był promowany już u końca 2010 roku. 19 listopada miała miejsce premiera singla "Strength in Numbers", zaś na początku grudnia upubliczniono teledysk do tego utworu. Ponadto zaplanowano regularne prezentowanie filmów wideo (nie teledysków) połączonych wraz z dalszymi premierowymi utworami – jako pierwszy ukazał się materiał do utworu "Where The Spirit Leads Me". Jest to pierwszy z materiałów wideo będących obrazem do wszystkich utworów z albumu. 25 stycznia 2011 zaprezentowano teledysk do utworu "The Forgotten One". W sierpniu 2011 miał premierę klip do utworu "Live in Love", którego treść odnosi się do fundacji Rise Above Foundation, zajmującej się działalnością na rzecz potrzebujących dzieci.

## Lista utworów
1. „Strength in Numbers” – 4:16
2. „Fight for Life” – 3:37
3. „Willing” – 3:24
4. „Where the Spirit Leads Me” – 3:37
5. „Until the End of Days” – 4:21
6. „Live in Love” – 3:50
7. „In the Arms of Mercy” (instrumentalny) – 1:54
8. „Hymn of a Broken Man” – 3:14
9. „The Forgotten One” – 4:38
10. „Hope Remains” – 4:50
11. „The End of Eternity” – 5:53
12. „Worlds Apart” – 4:33
13. „Fall from Grace” – 4:59
14. „Willing” (wersja akustyczna) – 3:26

Dodatek DVD
- Obrazy filmowe do każdego utworu z płyty
- Oficjalny teledysk do utworu "Strength in Numbers"

## Teledyski
- „Strength in Numbers” (2010, reż Robby Starbuck[15])
- „Where the Spirit Leads Me” (2011)[16]
- „The Forgotten One” (2011)[17]
- „Live in Love” (2011)[18]

## Twórcy
- Jesse Leach – śpiew, słowa, kierunek artystyczny
- Adam Dutkiewicz – gitara, śpiew, muzyka, słowa, produkcja muzyczna, inżynieria dźwięku, miksowanie

Inni współpracownicy
- Rebekah Dutkiewicz – dodatkowy śpiew w utworach "Where The Spirit Leads Me", "Live In Love", "Fall From Grace"
- Ted Jensen – mastering
- Agata Alexander – reżyserka obrazów filmowych do utworów
- Dan Mandell – fotografie, zamysł graficzny
- Monte Conner – A&R
- Gail Marowitz – kierunek artystyczny
- Carol Ann Macahilig – opracowanie autorskie
- Jim Fogarty – inżynieria dźwięku
- Robby Starbuck, Agata Alexander – reżyseria filmowa
- Stefan Anderson, Grant Cihlar – produkcja filmowa
- Ted Jensen – mastering